# Ansambel Tonija Verderberja
Ansambel Tonija Verderberja je slovenski narodno-zabavni ansambel, ki deluje od leta 1981. Vodja ansambla je Toni Verderber, ki je avtor vseh melodij razen ene (Semiška gora, katere avtor je Silvester Mihelčič). Ansambel ima sedež v Starem trgu ob Kolpi v Beli krajini. Običajnemu triu (diatonična harmonika, kitara in bas kitara) so dodali še tamburico, kar jih loči od vseh drugih slovenskih narodno-zabavnih ansamblov ter daje svojstven zven.
Tekstopisci: Fanika Požek, Toni Gašperič, Ivan Sivec, Ivan Malavašič in Slavko Podboj.

## Zasedba
- Toni Verderber – ustanovni član, diatonična harmonika in vokal
- Jože Kastelec – ustanovni član, ritem kitara in vokal
- Domen Verderber – član od leta 2003, tamburica
- Dušan Vrlinič – član od leta 2003, klaviature in vokal
- Tomaž Zorko – član od leta 2011, kotrabas in vokal

## Zaščitni znak
Zaščitni znak ansambla je značilna uniforma in emblem, ki vsebuje kratice ansambla in je všit v srajco uniforme.

## Zgodovina
Toni Verderber in Pavel Šterk sta z Zdravkom Gorjupom skupaj igrala v Ansamblu Slap, katerega so ustanovili leta 1979. Ta ansambel ni deloval dolgo, saj so to bila ravno tista leta, ko so člani ansambla odhajali na služenje vojaškega roka, in s tem je tudi skupina razpadla. Leta 1981 pa sta se Toni Verderber in Pavel Šterk ponovno dobila in ustanovila ansambel. Toni je pel glavni vokal in igral na harmoniko, Pavel pa  je prevzel bas kitaro. Ker je bil Zdravko še pri vojakih, je Toni za ritem kitarista in drugi vokal povabil k sodelovanju Jožeta Kastelca. Tako so imeli klasični trio (harmonika, bas kitara in ritem kitara), v katerem sta se zelo dobro ujemala Tonijev in Jožetov vokal. Nato so prihajala vabila za igranje na veselicah, in prva je bila ravno v Starem trgu ob Kolpi. Ker imena ansambla še niso imeli, je takratni predsednik Gasilskega društva Stari trg ob Kolpi, gospod Ivan Štjdohar, napisal na plakat »zabaval vas bo ansambel Tonija Verderberja« in pri tem imenu je tudi ostalo. Leta 1984 so se prijavili na radijsko oddajo »Kar znaš to veljaš« s prvo avtorsko skladbo in zmagali. Toni je večkrat igral s Sodevskimi tamburaši. Tam se mu je zven tamburice s harmoniko zdel dobra kombinacija, in tako je ansamblu dodal še ta inštrument. Tako so zraven »običajnega tria« imeli še tamburico, kar jih je povsem ločilo od ostalih narodno-zabavnih ansamblov (takrat so bili nekaj povsem novega). Kasneje so začeli ustvarjati avtorsko glasbo ter se leta 1986 lotili snemanja prvega albuma Vračam se domov. Pri  snemanju albuma so sodelovali s Silvestrom Mihelčičem in v aranžmajih vključili tamburico. Kakšno leto kasneje so se prijavili na Ptujski festival, na katerem sta na tamburico igrala Silvester Mihelčič mlajši in Borut Klobučar. Slednji je postal stalni član ansambla in igral vse do leta 2003, ko ga je zamenjal Tonijev sin, Domen Verderber. Istega leta se je ansamblu pridružil še Dušan Vrlinič, ki igra na klaviature in poje tretji glas.

## Diskografija

### Albumi
- Vračam se domov (1986)
- Vračam se domov 2 (1988)
- Pri nas Belokranjcih (1989)
- Staro vino-star prijatelj (1991)
- Nič ni lepšega (1992)
- Naši uspehi (1994)
- Pojdi z mano (1995)
- Gospodična (1997)
- Zibka (1999)
- Teci, teci, Kolpa moja... (2001)
- Pisanice (2003)
- Pobarvala sva liste (2005)
- Žarek spomina (2006)
- Čaša sreče (2008)
- Vem za deželo (2009)
- Kruh ponoči spi (2009)
- Če imaš me res rad (2019)

### Videokasete
- Pri nas Belokranjcih (1989)